# 费朵拉
费朵拉（Fédora）是意大利作曲家乔达诺的一部著名歌剧，其改编自法国剧作家萨尔都（Victorien Sardou）的同名戏剧，由克劳蒂（Arturo Colautti）创作脚本。1898年11月17日，于米兰抒情剧院（Teatro Lirico）首演。

## 作品背景
当乔达诺第一次在那不勒斯看到萨都的戏剧《費朵拉》的时候他才十八岁，还是音乐学院的一个学生，当他看了当时著名女演员Sarah Bernhardt的演出后立刻决定要为这出戏谱曲，他在自己的日记中这样写：「我整个晚上无法入睡。这将是一部杰出的歌剧，如果别人没有在我之前得到它，我将为它谱曲！」乔达诺甚至写信给在巴黎的萨都，但他得到了一个不太热情的回答：「我们将来再看。」
五年后，乔达诺凭他的一部独幕歌剧赢得了意大利著名的Sonzogno比赛，在这部歌剧中开始显示其之后创作风格中的「意大利寫实主义」（Italian Verismo），不久，乔达诺请他的出版商Sonzogno与萨都谈关于費朵拉的歌剧出版权，但失败了。直到1897年，萨都才同意把費朵拉给乔达诺。开始创作后，在他写个其父亲的一封信里讲：「整整四个月，从早到晚痛苦的辛劳。」首演前，演Loris的男高音Roberto Stagno突然死亡，这个角色便请一个年轻的男高音卡鲁索（Enrico Caruso）担任，首演非常成功。
《費朵拉》对于歌唱演员的要求极高，因为这部歌剧的剧情很少用表演的形式出现，而是通过谈话，读信等等来表现，全剧中唯一一首咏叹调在第二幕（Amor ti Vieta），也因此这部歌剧并不在那些主流歌剧院的保留节目名单上，历来很少有歌唱演员能够在舞台上出色的表演来保持其戏剧张力，当然，一代男高音卡鲁索却是凭借此剧开始他光辉的职业生涯的。

## 剧情大纲

### 第一幕
1881年，圣彼得堡。在安德里耶维奇伯爵（Count Vladimir Andreyevich）府第，伯爵（秘密警察总管的儿子）的男仆德斯赫（Desire，男高音）跟另一些仆人正在玩牌，几个人谈论起伯爵与费朵拉（Fedora，女高音）公主明天的婚礼，他们笑着议论公主的嫁妆正好可以为伯爵还清债务。这时费朵拉来拜访伯爵，男仆迪米特里（Dimitri，女低音/童声高音）跑出去找他的主人。费朵拉独自留在客厅里，看着墙上心爱的未婚夫的照片心里很甜蜜（Ed ecco il suo ritratto）。突然，侦探格瑞奇（Grech，男低音）与劳里克医生（Dr.Lorek，男中音）和一群人抬着受伤的伯爵进来，后面跟着外交官德西李克斯（De Siriex，男中音），医生告诉费朵拉伯爵的伤势十分严重。格瑞奇开始询问费朵垃及仆人们有关伯爵仇家的问题。车夫希黎罗（Cirillo，男中音）说是他驾车送伯爵去俱乐部的，大约十五分钟后，他听到两声枪响，然后有一个人冲出来，那个人在雪地上留下了一条血迹。德西李克斯说就是那个时候他走进俱乐部，看见倒在血泊中的伯爵，身边放着一把左轮手枪，德斯赫证实了他的说法，说那把枪是伯爵带着防身用的。格瑞奇怀疑这是虚无主义者干的。德斯赫记起来在早晨有一个老妇人给伯爵送来一封信，而这封信现在不见了，他们确定那是被凶手偷走的。费朵拉哭得很伤心（Dite，coraggio），因为发现格瑞奇并不热心办理这件案子，她对自己的十字架发誓一定要为爱人报仇。迪米特里说出他曾见过那个陌生人，终于他认出来那就是洛里斯（Loris Ipanov，男高音）。格瑞奇立刻带人去逮捕劳里斯，而嫌疑犯已逃跑，医生进来宣布伯爵去世，费朵拉晕倒。

### 第二幕
几个月后，巴黎，费朵拉公寓的客厅，她轻浮的朋友奥尔加（Olga，女高音）将流亡的波兰钢琴家兰兹斯基（Boleslao Lazinski）介绍给卢瓦尔男爵（Baron Rouvel，男高音）和波罗吴医生（Dr.Borov，男中音）。几个人谈笑风生，费朵拉将洛里斯介绍给德西李克斯，她偷偷的告诉德西李克斯说她正在收集洛里斯罪行的证据，但同时她担心自己已经爱上了自己的仇人。同时，波罗吴警告洛里斯要当心费朵拉，而洛里斯则表示自己早已陷入爱情。
当波罗吴与费朵拉告诉洛里斯他们就要动身去俄国的时候，洛里斯显得很悲伤，因为一件不公正的指控使他不能同行，费朵拉表示她将为他重回祖国作些努力。洛里斯坦白了自己在国内遭到通缉，有一位伯爵被谋杀，但是这都不重要，现在他想知道的是费朵拉的真心，她是否爱他。见她犹豫，洛里斯答应在一个小时后回来对她说出全部的事实，那个时候希望她能够回答。其实费朵拉很矛盾，未婚夫被杀害的仇恨还深深地刻在她的心里，他离开后，她发誓不让他逃出自己的手心。
兰兹斯基开始弹钢琴，曲子很优美，两个人跳起了舞，德西李克斯在读一封电报，上面说不久前有一个无政府主义者袭击了沙皇。聚会结束后费朵拉回到自己的房间，她要写两封信。一封信是写给侦探格瑞奇的，她告诉他洛里斯将向她坦白谋杀案的细节，她要他等在外面，一旦她打暗号就进来抓人。另一封信是给俄国警察局长的。
一小时后，洛里斯如约而来，首先他否认了费朵拉指控他与袭击沙皇的无政府主义者有牵连一事，接着开始解释他为何射杀她的未婚夫。旺达（Wanda）是为他母亲工作的一名年轻漂亮的女子，他们相爱结婚，伯爵是他们的证婚人，没想到的是，伯爵竟与旺达背着他偷情。圣诞节的时候洛里斯从旺达的女仆处得知了这件事，而且他还在伯爵的桌上找到了几封旺达与伯爵之间的情书。说着他拿出信交给费朵拉，信里清楚的写明了伯爵对于旺达的爱，至于他跟费朵拉订婚纯粹是为了钱。他说当他们发现他全部都知道并准备揭发他们的时候很惊慌，因为债务走投无路的伯爵绝望的开枪自杀，当时受伤的旺达逃走了，可是不久就死了。因为这可怕的误会令他无法回国，而最伤心的事是他再也见不到自己的母亲（Vedi，io piango）。费朵拉忍不住哭出来，她为自己感到羞愧，因为她正是这一案件的原告，而现在她还不敢对洛里斯说出实情。
夜很深了，洛里斯要告辞，但为了阻止他被守在门口的警察逮捕，费朵拉求他留下来。虽然担心她的名誉，洛里斯还是留了下来，两个人终于向对方坦白了心中的爱情。

### 第三幕
几个月后，瑞士，费朵拉与洛里斯德别墅，远处传来了农民的歌声。费朵拉与洛里斯正深深的相爱（Te sola io guardo），这时奥尔加走进来，她宣称自己已经厌倦了乡村，她甚至讨厌自行车，因为那意味着孤独，还不如到处走走。正要去邮局取信的洛里斯建议她们轮流骑着玩。一个人出现在门口，那是德西李克斯，他路过进来喝杯茶。奥尔加谈起自己对兰兹斯基已经感到腻味，而德西李克斯则问她是否有足够的勇气来听他将要说出的事情--兰兹斯基可能是一个恐怖分子。一阵眩晕过后，奥尔加骑着自行车离开去透透气。
现在院子里只剩下费朵拉和德西李克斯，他严肃的表示自己此来是有事要对费朵拉说。伯爵的父亲，警察局长相信自己儿子的死与无政府主义者有关，洛里斯的弟弟被送进监狱，并死在里面，因为受不了这样的打击，洛里斯的母亲在不久前也死了。费朵拉意识到正是自己之前所写的那封信带去了死亡。
回到自己的房间，费朵拉的心中一片黑暗，她跪下来祈祷（Dio di giustizia），她自己是不值得的，但是请神保佑她的爱人，当听到那个不幸消息的时候不要受到丝毫伤害。洛里斯从邮局回来，他扬着手上的电报，上面说波罗吴不久会来拜访，还有他祖国对于他的指控已经撤销，他现在自由了，可以回去看望母亲了。他开始读另一封信，同样也是波罗吴寄来的，但晚于电报，上面说巴黎的一位女士给警察局长写了一封揭发洛里斯是无政府主义者的匿名信，这封信使得他的兄弟被捕，并害死了他的母亲。悲愤的洛里斯发誓要报复那个女人，而费洛拉痛苦的明白自己就是爱人的仇人。洛里斯决心回巴黎找出那个女人，费洛拉想阻止他--那个女人可能很爱伯爵，并且此刻她也许正在为自己的行为感到后悔，难道洛里斯就不能宽恕她吗？决不，洛里斯说。那么就算那个女人跪在他的脚边为自己所造成的死亡哭泣并请求他的原谅（Se quell l`infelice），他也不会有一点仁慈之心，不放过她吗？洛里斯冰冷的表情回答了费朵拉，她偷偷的把毒药到进自己的茶中，开口为自己祈求宽恕。这时，洛里斯明白了费朵拉就是那个不知名的巴黎女人。费朵拉承认了一切，她求洛里斯原谅她，可是洛里斯愤怒的将她推开。费朵拉默默的流泪，视线模糊了仍不舍地看着洛里斯，心碎，这种伤痛也许只有死亡能够结束，她一口气喝尽了那杯有毒的茶。当波罗吴跑进来的时候，费朵拉正倒在洛里斯的脚边，颤抖着再一次为自己的罪请求宽恕。
外面农人的歌声还在，洛里斯跪下来抱起费朵拉，一抹无力的微笑生在她的眼中，死亡安静的降临，从爱人的怀中将她带走。